# چرتین (دهانه)
‌چرتین یک دهانه برخوردی در ماه‌ است.